# Philipp Franz von Siebold
Philipp Franz von Siebold (Würzburg, 1796. február 17. – München, 1866. október 18.) bajor orvos, botanikus, etnológus, természetkutató és utazó. Botanikai szakmunkákban nevének rövidítése: „Siebold.”.

## Életútja
Tudós- és orvoscsaládból származott, a Würzburgi Egyetemen 1820-ban szerzett orvosi diplomát. 1822-ben a Batáviában állomásozó holland-indiai hadsereg főorvosának nevezték ki és a Leopoldina tagjává választották.  A holland kormányzó felfigyelt rá, alkalmasnak találta őt Japánba küldeni azzal a feladattal, hogy információkat gyűjtsön az országról, kereskedelméről, a politikai rendszeréről.
1823-ban érkezett Dedzsima szigetre. Rövidesen felvette a kapcsolatot japán orvosokkal és természettudósokkal. Néhányuk írta és beszélte is a holland nyelvet. Segítségükkel iskolát nyitott Narutaki közelében, ahol természetrajzot, és orvosi ismereteket oktatott. 1825-ben engedélyezték, hogy Edóba menjen egy holland küldöttséggel. 
Kapcsolatain keresztül tanulmányozta az ország néprajzát, művészetét, földrajzát, flóráját, faunáját, és jelentős gyűjteményre tett szert. Ezeket négy teherhajó szállította Hollandiába. 1828-ban egy kikötői ellenőrzéskor kiderült, hogy tiltott tárgyat, egy titokban megszerzett térképet is ki akart vinni. A térkép Japánt és az észak-ázsiai partvidéket ábrázolta. Ezért 1829-ben örökre kiutasították az országból. El kellett hagynia barátait, japán élettársát, és kétéves kislányát is.  
15 éven át rendezte, katalogizálta az óriási mennyiségű anyagot. Leidenben jelent meg 1832-ban a hétkötetes Nippon műve, melyet 1833-ban a Fauna Japonica, majd a Flora Japonica (1835–1844) követett. Ezekből a kötetekből kapott először a nyugati világ pontosabb ismereteket a távoli, titokzatos Japánról. A holland gyarmatügyi minisztérium tanácsosaként élénken követte a Távol-Kelet politikai változásait. 
Amikor új kereskedelmi szerződéseket kötött Hollandia Japánnal, engedélyezték Siebold visszatérését is. 1859-ben érkezett újra az országba, magával vitte 13 éves fiát, Alexandert, aki később diplomataként lépett apja nyomába. Siebold találkozott lányával is, aki nyugati orvostudományokat tanult, és Japán első nőgyógyász orvosnőjeként gyógyított.

## Galéria

Nippon
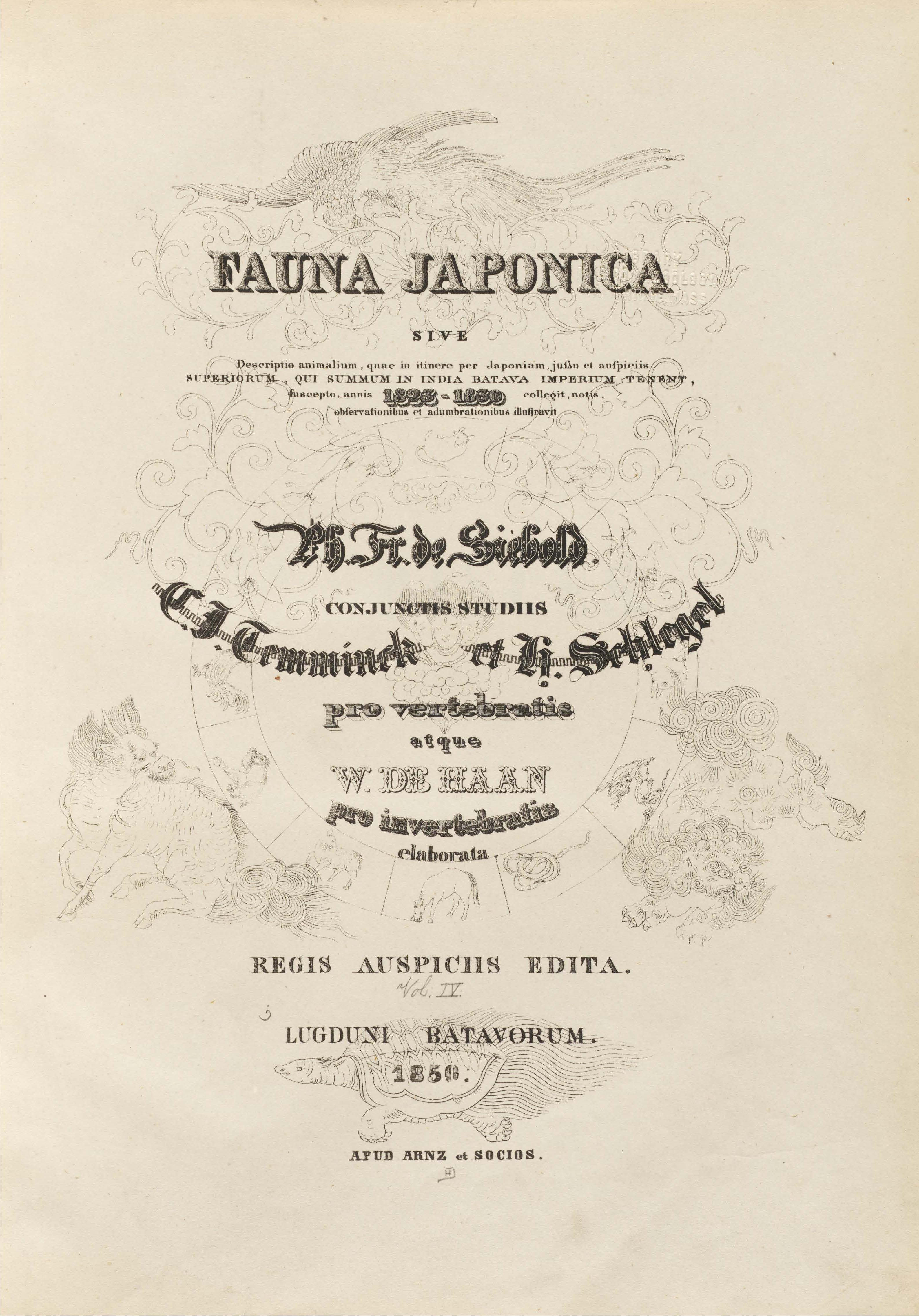
Fauna Japonica
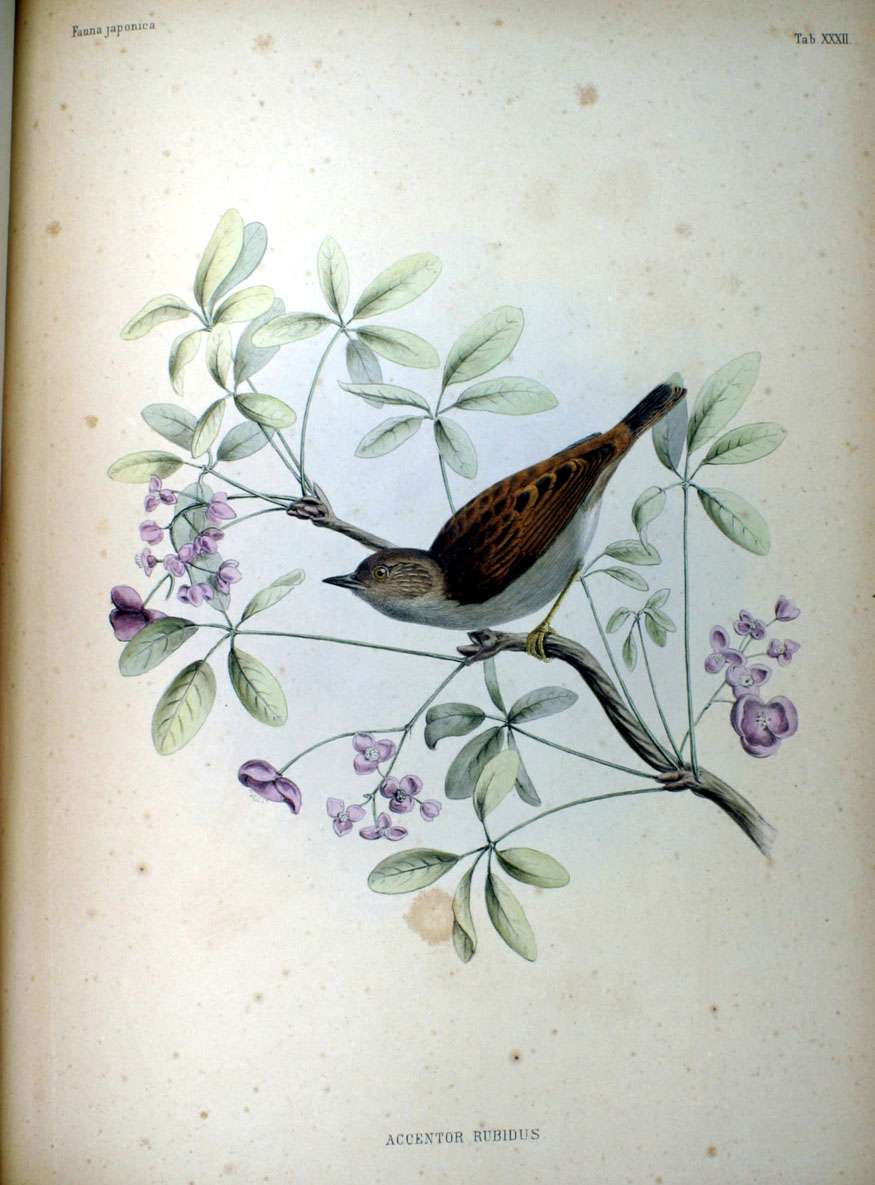
Rozsdabarna veréb
Amuri csonttollú
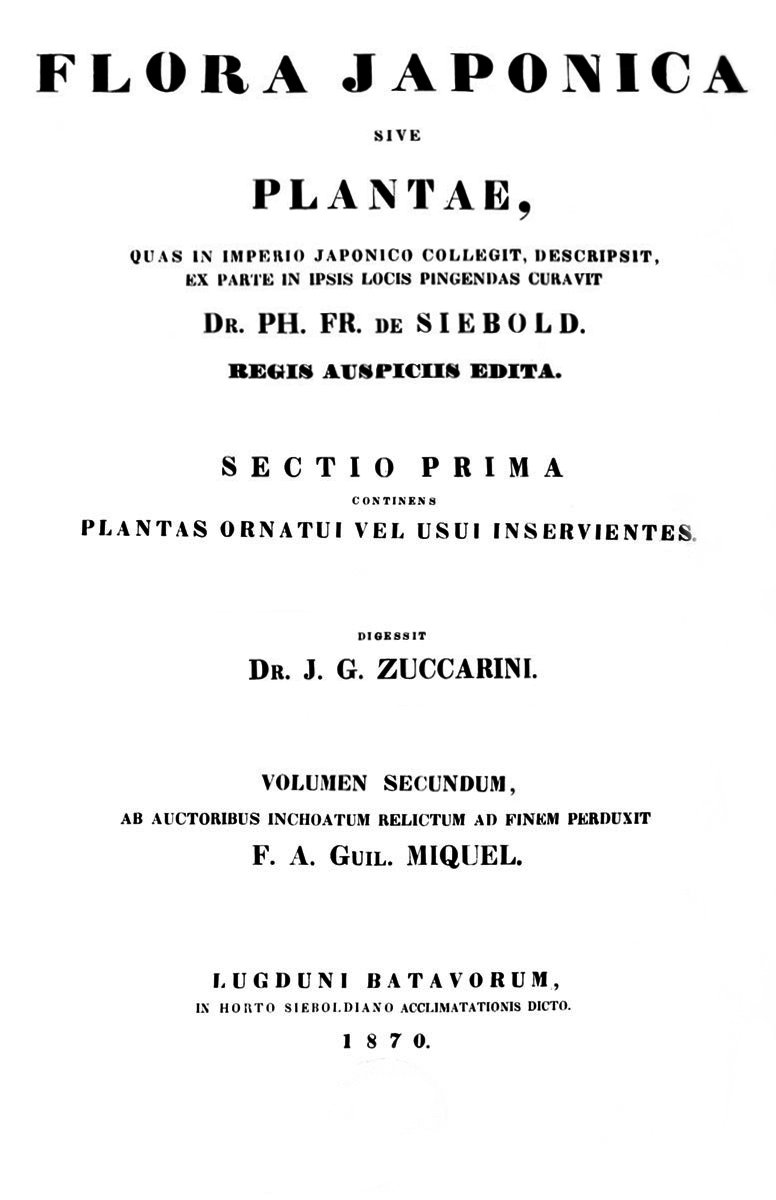
Flora Japonica
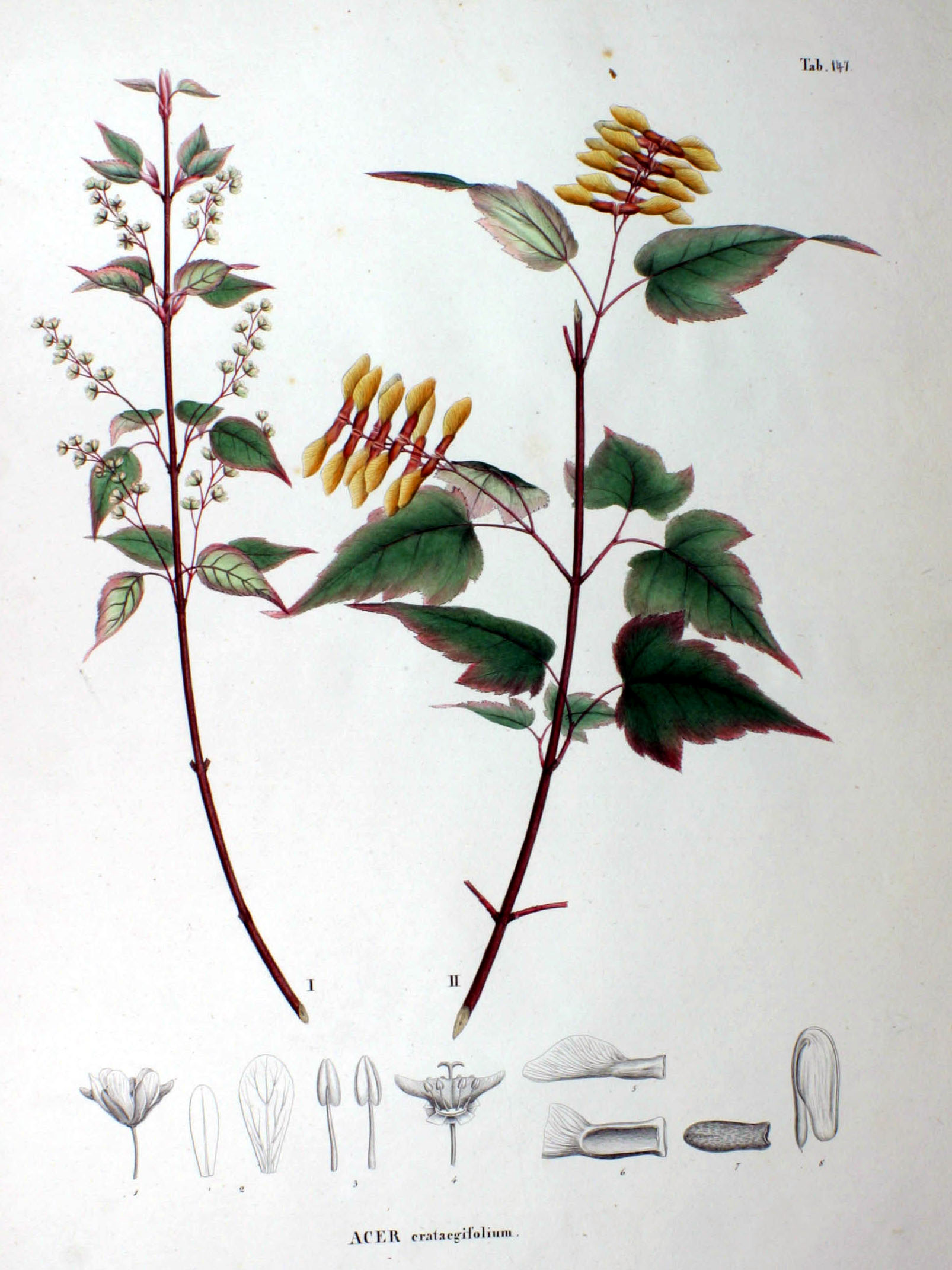
Galagonyalevelű juhar
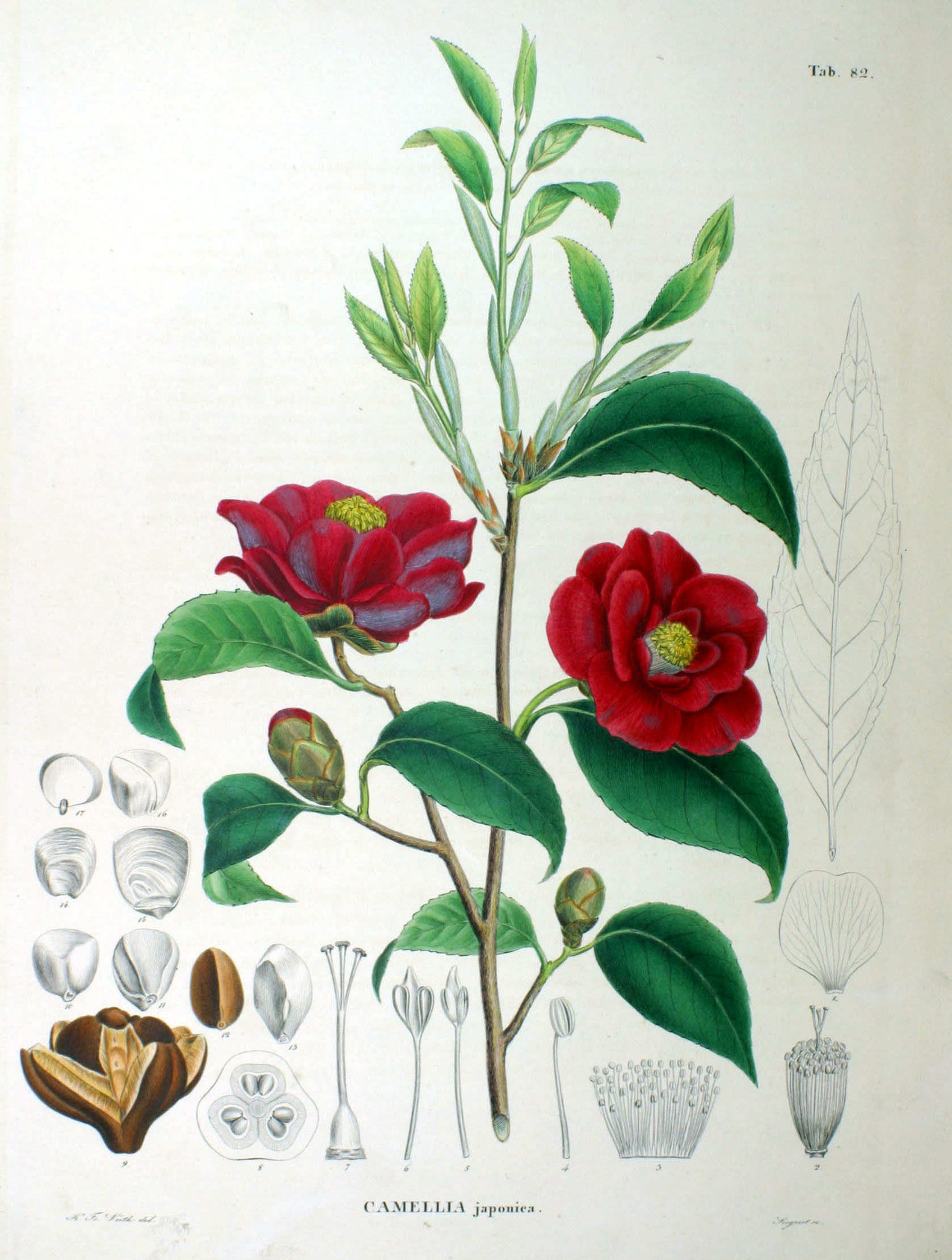
Japán kamélia
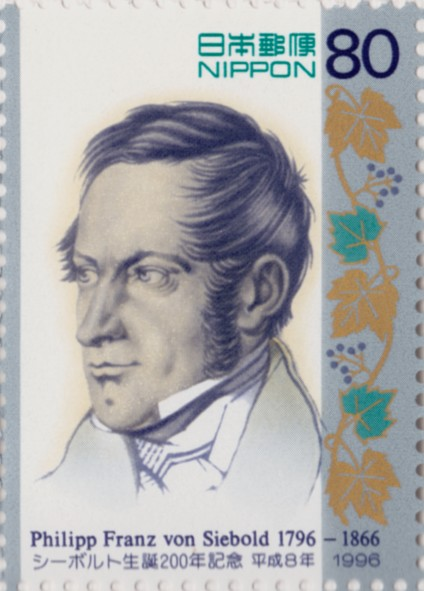
1996-ban Japánban kibocsátott bélyeg Siebold tiszteletére